# Jânio Quadros
Jânio da Silva Quadros (Campo Grande, Mato Grosso del Sur, 25 de enero de 1917-São Paulo, 16 de febrero de 1992) fue presidente de Brasil, entre los días 31 de enero y 25 de agosto de 1961, fecha en que renunció.

## Biografía
Nació el 25 de enero de 1917 en la ciudad de Campo Grande, capital del estado de Mato Grosso do Sul. Se graduó en Derecho en la Universidad de São Paulo y, antes de ser político, fue profesor de idioma portugués en el Colegio Dante Alighieri, ubicado en la ciudad de São Paulo. Además fue profesor de Derecho Procesal Penal en la Facultad de Derecho de la Universidad Mackenzie, también en la ciudad de São Paulo.
Comenzó en la vida política como vereador (legislador municipal en Brasil; en español, concejal) del Partido Demócrata Cristiano, entre los años 1948 y 1950, después que todos los miembros del Partido Comunista de Brasil perdieron sus derechos políticos. De este modo, Quadros, que no logró ser electo, tuvo que ser convocado. Después, fue elegido diputado estatal (1951-1953), alcalde de la ciudad de São Paulo (1953-1954), y gobernador del estado de São Paulo (1955-1959).
A fines de 1958, hubiera sido electo como diputado federal por el estado de Paraná, pero no llegó a ocupar ese cargo, porque decidió lanzarse a la presidencia de la república, por el partido Unión Democrática Nacional (UDN). Creó dos lemas de campaña política que se volvieron folclóricos "sellos distintivos" suyos: uno de ellos decía que Jânio iría a "barrer la corrupción" de la política. El otro, decía que la campaña de Jânio era "la campaña de la monedita en contra (las campañas de) los millones" (en portugués, a campanha do tostão contra o milhão), o sea, que no tenía el dinero que candidatos más ricos tenían para hacer campaña. Sus simpatizantes iban a sus comicios llevando escobas, para simbolizar el "barrer la corrupción".
Jânio fue elegido en 1960 por la UDN, derrotando el mariscal Henrique Teixeira Lott, del Partido Trabalhista Brasileño (PTB). Pero no consiguió que fuera elegido el candidato a vicepresidente de su partido, Milton Campos. En aquella época, Brasil permitía la elección del presidente y vicepresidente separadamente. Quien resultó elegido fue João Goulart, del PTB.

## Presidencia
La carrera meteórica de Quadros puede ser atribuida a su retórica populista y su comportamiento extravagante. Es electo alcalde de la ciudad de São Paulo en 1953 y gobernador del mismo estado en 1954. Resulta elegido ganador por mayoría absoluta de la presidencia de Brasil en las elecciones de 1960, tomando posesión el 31 de enero de 1961.
En su campaña electoral Quadros culpaba de los males económicos de Brasil, especialmente la alta tasa de inflación, a su predecesor Juscelino Kubitschek. Quadros recibió la presidencia de su antecesor en la recién inaugurada ciudad de Brasilia el 31 de enero de 1961. Luego comenzó a tener actitudes extrañas: se comunicaba con sus ministros por medio de esquelas; prohibió el uso de bikinis en los concursos de belleza; prohibió la riña de gallos; intentó poner reglamentos a los juegos de baraja. Intentando una aproximación con los países comunistas, Janio recibió y condecoró a Ernesto Che Guevara con la Orden de la Cruz del Sur (Cruzeiro do Sul), la más alta distinción honorífica del gobierno brasileño. Como presidente, estableció relaciones con Cuba y la URSS. Pero esa independencia política no era bien aceptada por la derecha brasileña, que apoyó a Janio en su elección, y tampoco por los Estados Unidos.
A su vez, las actitudes internas de carácter conservador no eran aceptadas por la izquierda, así como también la represión a los movimientos populares campesinos y urbanos. Su política de austeridad económica, sin reajuste de sueldos y restringiendo el crédito, desagradaba a todos. Jânio quedó así sin apoyos.

### Renuncia

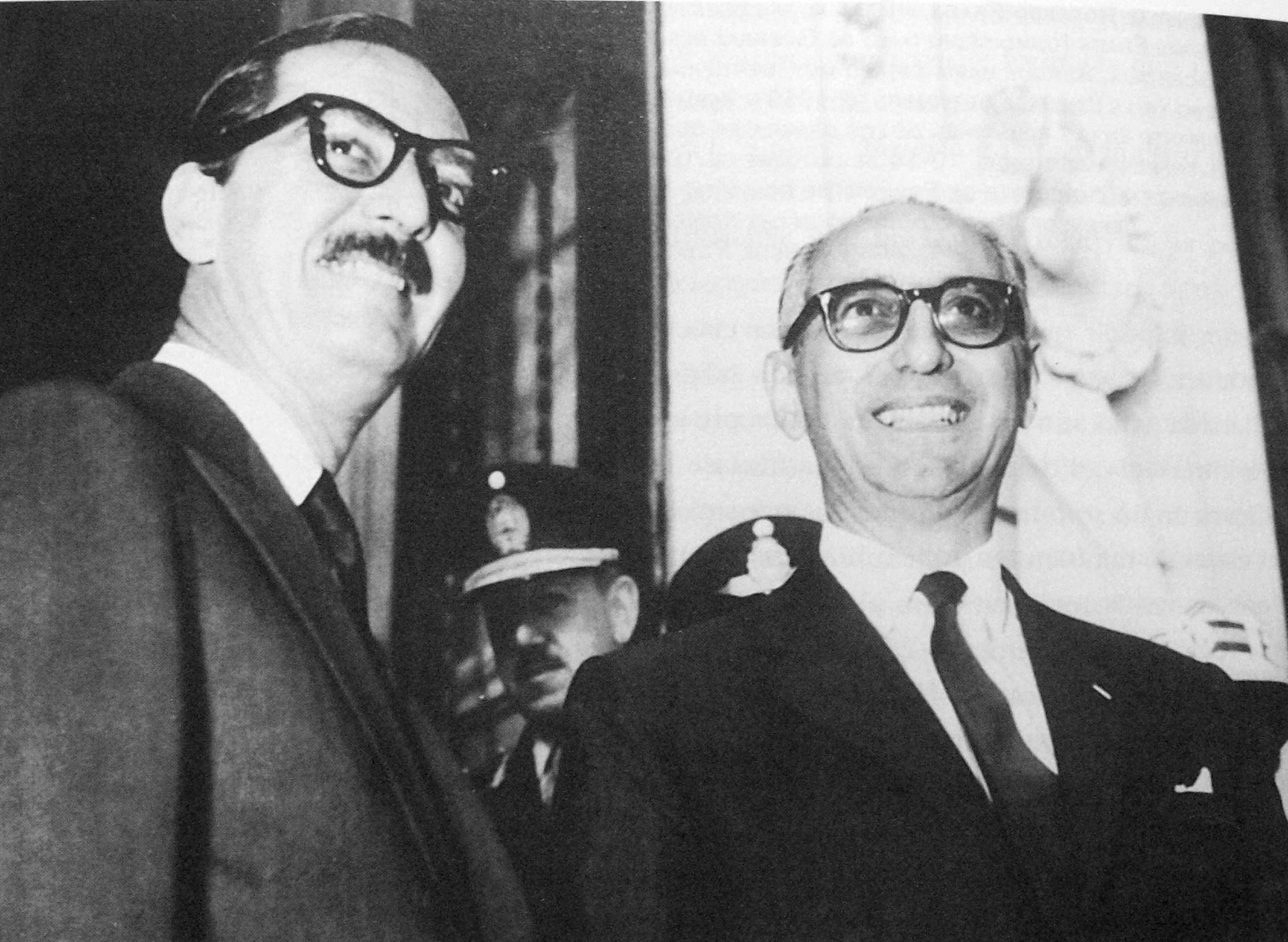
Jânio Quadros junto a su par de Argentina Arturo Frondizi en una reunión el 21 de abril de 1961 en Uruguayana. Ambos presidentes no lograron terminar su mandato constitucional; en el caso de Frondizi, fue derrocado en un golpe de Estado en el que los militares golpistas pusieron como excusa la reunión que él y Quadros mantuvieron con el Che Guevara.

El 25 de agosto de 1961, Quadros presentó su renuncia, la cual prontamente fue aceptada por el Congreso Nacional Brasileño.
Las razones de su renuncia han sido objeto de controversia. El propio Quadros solo se limitó a afirmar que «Fuerzas terribles se levantaron contra mí...» en el texto de la renuncia. Otra teoría afimada por sus críticos es que Quadros deseaba que el Congreso no aceptase su renuncia y, desatando una aclamación popular de retornar al poder, le diese poderes especiales para gobernar el país, lo que constituiría un «autogolpe». Carlos Lacerda, gobernador del antiguo estado de la Guanabara (formado por la ciudad de Río de Janeiro, después que esta dejó de ser la capital federal de Brasil) que hubiera apoyado a Janio antes de oponerse a él, había denunciado en una proclama el día anterior a la renuncia lo que llamó un plan de Janio para "intentar un golpe de estado" y convertirse en dictador.
Cuando Quadros renuncia, el vicepresidente João Goulart que debía sustituirlo de acuerdo con la Constitución, no puede hacerlo por dos razones, una inmediata y una política: se encontraba de viaje en el exterior (China) y, su nombre es vetado por los ministros militares.
El presidente de la Cámara de diputados Ranieri Mazzilli, segundo en la línea de sucesión presidencial asume el poder por 14 días hasta que Goulart logra asumir el gobierno mediante la aprobación del congreso, el 2 de septiembre, de una enmienda a la Constitución de 1946, instaurando el sistema parlamentarista de gobierno.
El año siguiente a su renuncia, intentó ser electo gobernador del estado de São Paulo, pero perdió la elección con Adhemar de Barros.
Esta renuncia inició una crisis política que culmina con un Golpe de Estado por parte de los militares en 1964 (que inicialmente ponen devuelta a Mazzilli en el poder).
Aunque los militares no le dejaron participar en política —fue uno de los tres presidentes brasileños que tuvo sus derechos políticos suspendidos por el golpe militar de 1964 (los otros fueron João Goulart y Juscelino Kubitschek)— para 1980 regresa a la palestra pública. Se afilia al Partido Laborista Brasileño, y es candidato a gobernador de São Paulo en 1982, siendo derrotado por André Franco Montoro. Sin embargo, resultó ganador de la elección para alcalde de São Paulo en 1985, derrotando al candidato favorito Fernando Henrique Cardoso, quien luego ocupara la presidencia de Brasil. 
Sirvió como alcalde hasta 1988. Murió en São Paulo en 1992.

### La vuelta a la política
Jânio recobró sus derechos políticos con la amnistía política brasileña, el año 1980. Así, se pudo presentar como candidato en 1982 a gobernador de São Paulo, pero perdió. Sin embargo, disputó la Alcaldía (en portugués, prefeitura) de la ciudad de São Paulo el año 1985 y ganó, derrotando al entonces candidato favorito, Fernando Henrique Cardoso. Gobernó la ciudad hasta el año 1988.
Se apartó de la vida política posteriormente y falleció en la ciudad de São Paulo el 16 de febrero de 1992.